# Fléron
Fléron (wa. Fléron) – miejscowość i gmina (commune) w Belgii, w Regionie Walońskim, w prowincji Liège, w okręgu Liège. 1 stycznia 2024 roku liczyła 16 380 mieszkańców.

## Podział administracyjny
W skład gminy wchodzą trzy dzielnice (section):
- Magnée
- Retinne
- Romsée

## Współpraca
Miejscowość partnerska:
- Kłodzko, Polska